# Don't Chase the Dead
Don't Chase the Dead è un singolo del cantautore statunitense Marilyn Manson, pubblicato il 10 settembre 2020 come secondo estratto dall'undicesimo album in studio We Are Chaos.

## Videoclip
Il 24 settembre 2020 è stato diffuso un videoclip dedicato al brano attraverso il canale YouTube ufficiale del cantautore. Il video è stato diretto da Travis Shinn e vede la compartecipazione dell'attore Norman Reedus.

## Tracce
1. Don't Chase the Dead – 4:17